# Brassens, délit d'amitié
Brassens, délit D'amitié est un récit biographique de l'écrivain Louis Nucera retraçant sa longue amitié avec le chanteur Georges Brassens, avec une préface de Bernard Morlino.

## Introduction
Louis Nucéra rencontre Georges Brassens quand il l'interview à la fin d'un récital en 1954. Le courant passera très vite entre eux, Brassens l'invite à dîner et c'est le début d'une grande amitié.
Pour lui, Brassens est un refuge, un havre de paix et il le considère comme un grand poète, ce que peu de gens reconnaissaient alors. Ce livre est bâti sur un ensemble d'entretiens réalisés en 1974 où Brassens se livre à des confidences qui marquent bien leur grande complicité.
Il est complété par les textes que Louis Nucera a écrits sur Brassens jusqu'à sa mort accidentelle le 9 août 2000 ainsi que par une bibliographie des livres de et sur Brassens.